# Нимаха (окръг, Канзас)
Вижте пояснителната страница за други значения на Нимаха.
Окръг Нимаха (на английски: Nemaha County) е окръг в щата Канзас, Съединени американски щати. Площта му е 1862 km², а населението - 10 443 души. Административен център е град Сеника.